# Seznam nizozemskih slikarjev
Seznam nizozemskih (holandskih) slikarjev (posebej glej seznam flamskih slikarjev)

## A
- Bernard Accama
- Johannes van der Aeck
- Willem van Aelst
- Pieter Aertsen ("Lange Piet")
- Almanach
- Lawrence Alma-Tadema (nizozemsko-britanski)
- Karel Appel
- Hendrick Avercamp

## B
- Jacob Adriaensz Backer
- Jan de Baen
- Ludolf Bakhuysen
- Marius Alexander Jacques Bauer (1867-1932)
- David Beck
- Johannes van der Beeck
- Jan Abrahamsz Beerstraaten
- Nicolaes Pieterszoon Berchem
- Helen Berman
- Abraham Bloemaert
- Reyer Jacobsz van Blommendael
- Ferdinand Bol
- Gerard ter Borch (Terborch) ml.
- Hieronymus Bosch
- Ambrosius Bosschaert
- Christine Boumeester (nizozemsko-francoska)
- Esaias Boursse
- Dirk Bouts
- Leonaert Bramer
- George Hendrik Breitner
- Adriaen Brouwer
- Jan Bruegel starejši
- Pieter Bruegel starejši
- Pieter Bruegel mlajši
- Hendrick ter Brugghen

## C
- Robert Campin
- Peter Candid
- Jan van de Cappelle
- Petrus Christus
- Jacob Claesz (Jacob van Utrecht)
- Pieter Claesz
- Joos van Cleve
- Gillis van Coninxloo
- Corneliszoon van Oostsanen
- Dirk Crabeth (1501–1574)
- Wouter Crabeth I
- Wouter Crabeth II
- Gijsbertus Craeyvanger
- Reinier Craeyvanger
- Aelbert Cuyp
- Jacob Gerritsz Cuyp

## D
- Gerard David
- Dirck van Delen
- Jacob Willemsz Delff
- Cornelis Jacobsz Delff
- Jacob van der Does
- Theo van Doesburg (1883 - 1931) (niz.-nem.-švic.? Bauhaus)
- César Domela
- Kees van Dongen
- Rein Dool
- Gerrit Dou (Gerard Dou)
- Willem Drost
- Cornelis Dusart
- Willem Cornelisz Duyster
- Floris van Dyck (Floris van Dijck /Floris Claesz. van Dyck)

## E
- Gerbrand van den Eeckhout
- Johannes Hinderikus Egenberger
- Leo van den Ende
- Maurits Cornelis Escher
- Allart van Everdingen
- Jan van Eyck
- Hubert van Eyck

## F
- Roelof Frankot (1911-1984) (od 1979 poročen z Melito Vovk)
- Carel Fabritius
- Edgar Fernhout
- Rik Fernhout

## G
- Lotti van der Gaag
- Thomas Gaal
- Leo Gestel
- Hugo van der Goes
- Vincent van Gogh
- Hendrick Goltzius
- Jan van Gool
- Jan Gossaert
- Jan van Goyen

## H
- Meijer de Haan
- Dirck Hals
- Frans Hals
- Jan Davidszoon de Heem
- Bartholomeus van der Helst
- Wybrand Hendricks
- Willem de Heusch
- Meindert Hobbema
- Gerard Hoet
- Melchior d'Hondecoeter
- Gerard van Honthorst
- Pieter de Hooch
- Nan Hoover
- Cornelis Johannes van Hulsteijn
- Jan van Huysum

## I
- Pieter Isaacsz (dansko-nizozemski)
- Isaac Israëls
- Jozef Israëls

## J
- Dirck Jacobsz
- Geertgen tot Sint Jans

## K
- Willem Kalf
- Dirk Hendrik Ket
- Cornelis Ketel
- Willem Key
- Jan Kobell
- Pyke Koch (1901-1991)
- Barend Cornelis Koekkoek
- Hermanus Koekkoek
- Johannes Hermanus Koekkoek
- Johannes Hermanus Barend Koekkoek
- Marinus Adrianus Koekoek
- Philip de Koninck
- Willem de Kooning
- Alexander Hugo Bakker Korff

## L
- Pieter van Laer
- Gerard de Lairesse
- Pieter Lastman
- Aertgen van Leyden
- Lucas van Leyden
- Jan Lievens
- Johannes Lingelbach (1622–1674)
- Jacob van Loo
- Lucebert (1924-94) (Lubertus Jacobus Swaanswijk)

## M
- Dirk Maas
- Jan Maelwael
- Nicolaes Maes
- Karel van Mander
- Jacob Maris
- Matthijs Maris
- Willem Maris
- Quinten Massys
- Han van Meegeren
- Hans Memling
- Hendrik Willem Mesdag
- Gabriël Metsu
- Michiel van Mierevelt
- Pieter van Mierevelt
- Frans van Mieris starejši
- Frans van Mieris mlajši
- Jan van Mieris
- Jan Miense Molenaer
- Pieter de Molijn
- Hendrick Mommers
- Piet Mondrian
- Carel de Moor
- Antonis Mor
- Jan Mostaert
- Peter Martin van Mytens (niz.-šved.)

## N
- Jaap Nanninga
- Pieter Nason
- Aert van der Neer
- Albert Neuhuys

## O
- Adriaen van Ostade

## P
- Anton Pieck
- Jan Willem Pieneman
- Antonie Sminck Pitloo
- Jan Porcellis
- Christiaan Julius Lodewijk Portman
- Frans Post
- Pieter Post
- Hannes Postma (1933-2020)
- Paulus Potter
- Augusta Preitinger

## Q
- Pieter Quast

## R
- Constantijn Adrian van Renesse
- Peter Danckerts de Rij
- Pieter Cornelisz van Rijck
- Rembrandt van Rijn
- Jacob Ritsema (1869-1943)
- Willem Roelofs
- Peter Paul Rubens
- Jacob van Ruisdael
- Robert Russ (1847-1922), avstrijski (1880-1910 na Nizoz.)
- Rachel Ruysch
- Salomon van Ruysdael

## S
- Pieter Jansz. Saenredam
- Herman Saftleven
- Ary Scheffer (nizozemsko-francoski)
- Johann Baptist Scheffer (nemško-nizozemski)
- Andreas Schelfhout
- Samuel Schwarz (1876-1942, Auschwitz)
- Thérèse Schwartze
- Jan van Scorel
- Hercules Seghers
- Jan Sluyters
- Hendrick van Someren/Somer (1615–1685)
- Jacob Jan Coenraad Spohler
- Jan Jacob Spohler
- Johannes Franciscus Spohler
- Bartholomeus Spranger
- Jan Steen
- Hendrik van Steenwijk starejši
- Hendrik van Steenwijk mlajši

## T
- Gerard Terborch /ter Borch (mlajši /starejši)
- Hendrik Terbruggen
- Johan Teyler
- Jacob Toorenvliet
- Charley Toorop
- Jan Toorop

## U
- Jacob van Utrecht (Jacob Claesz)
- Jan den Uyl

## V
- Adriaen van de Velde
- Willem van de Velde starejši
- Willem van de Velde mlajši
- Max Velthuijs
- Thierry Veltman
- Herman Verelst (1640/41-1702; dokumentiran 1678 v Ljubljani = Almanach?)
- Jan Verkolje
- Johannes Vermeer (Jan Vermeer van Delft)
- David Vinckeboons
- Cor Visser
- Simon de Vlieger

## W
- Adriaen van der Werff
- Pieter van der Werff
- Rogier van der Weyden (flamsko-nizozemski)
- Thomas Wijck/Wijk/Wyck
- Carel Willink (1900-1983)
- Jacob de Wit
- Emanuel de Witte
- Jan Wyck/Wiyck/Wick
- Philip Wouwerman

Z_________________________________
- Antonie Frederik Zürcher (1825-76)